# Pierre de Bonzi

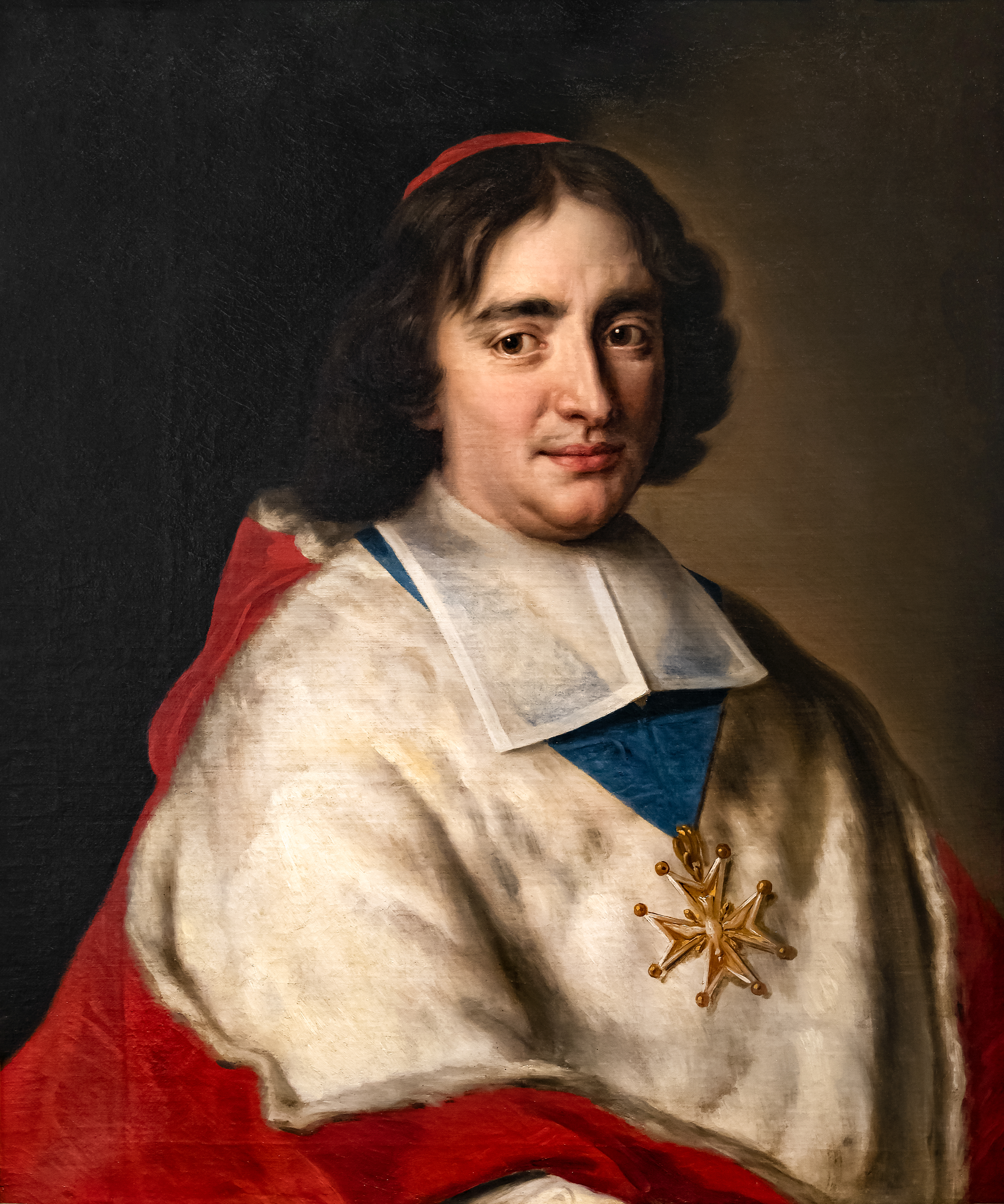
Porträt des Pierre de Bonzi von Jean de Troy

Pierre de Bonzi (ital. Piero Bonsi) (* 15. April 1631 in Florenz; † 11. Juli 1703 in Montpellier) war ein französischer Geistlicher, Bischof von Béziers, Erzbischof von Toulouse und Narbonne sowie Kardinal der Römischen Kirche.

## Leben

### Herkunft
Die florentinische Familie Bonsi machte in Paris 1532 erstmals von sich Reden, als der Bischof von Terracina, Antonio Bonsius, Verhandlungen über die Verheiratung der Papstnichte Caterina de’ Medici mit Henri de Valois führte. Anschließend verband die Familie ihr Geschick mit dem des französischen Königshauses, wobei sie Florenz als Familiensitz nie aufgab. So sehr schätzten die französischen Könige der Bonzis Dienstbarkeit, dass unbeanstandet blieb, wie sich sechs Mitglieder dieser Familie in direkter Folge den einträglichen Bischofssitz von Béziers sicherten.

### Ausbildung
Pierres Vater François war Senator und Neffe des Bischofs von Béziers, Clément de Bonsi, von dem Pierre in Frankreich erzogen wurde. Es schloss sich ein Aufenthalt am Pariser Hof an, wo Mazarin ihn befähigt fand, in diplomatischen Angelegenheiten tätig zu werden.

### Arbeit als Unterhändler
1659 war er Gesandter des Großherzogs der Toskana, als es bei den Konferenzen von Fontarabie und St.-Jean-de-Luz um die Eheschließung Ludwigs XIV. ging und der Pyrenäenfriede ausgehandelt wurde. Pierre erfuhr dort vom Ableben seines Onkels Clément, auf den er im Amt des Bischofs von Béziers nachfolgte und dessen Abtei von Aniane er übernahm. Aber seelsorgerliches Arbeiten blieb ihm weiterhin fremd, da diplomatische Missionen ihn in Anspruch nahmen. Die Verheiratung der Marguerite Louise d’Orléans, Tochter des Gaston d’Orléans, mit Cosimo de’ Medici anzubahnen, war ein Auftrag, den er 1661 vom Großherzog der Toskana, Ferdinando de’ Medici annahm. Nach erfolgter Mission oblag es ihm, vom König beauftragt, als Sonderbotschafter die Fürstin nach Florenz zu begleiten.

### Botschafterposten
Von 1662 bis 1665 war Pierre de Bonzi Botschafter in Venedig um anschließend zweimal nach Polen gesandt zu werden: Eine mögliche Abdankung von König Johann II. Kasimir zeichnete sich ab, und er sollte von diesem Ansinnen abgebracht werden. Als dann doch ein Nachfolger gesucht wurde, galt es, für den Prince de Condé zu werben (was keinen Erfolg hatte) oder sich auf die Seite des Michael Wiśniowiecki zu schlagen (und die Wahl des österreichischen Kandidaten, Fürst Karl von Lothringen, zu verhindern). Kaum aus Polen zurückgekehrt, ergab sich für ihn erneut eine Mission in Spanien.

### Ernennung zum Kardinal
Damit konnte er in Toulouse das Amt des Erzbischofs, das er am 8. Dezember 1669 übernahm, kaum ausfüllen, zumal er obendrein von 1671 an Großalmosenier der Königin Marie-Thérèse war, was Clemens X. am 22. Februar 1672 nicht davon abhielt, ihn zum Kardinal zu ernennen. Ein letzter Dienstsitz erwartete ihn 1673, als er von Toulouse nach Narbonne umzog. Es mussten bald die drei Päpste Innocent XI., Alexander VIII. und Innocent XII. gewählt werden, weshalb er 1676, 1689 und 1691 beim jeweiligen Konklave als Kardinal in Rom weilte. Zwischenzeitlich hatte ihn der König 1688 mit der Ernennung zum Commandeur des Ordens vom Heiligen Geist geehrt.

### Bonzis Wirken im Languedoc
Narbonne profitierte von ihm in mancherlei Hinsicht: Er sorgte für ein Museum und eine Bibliothek, Ausdruck seiner Begeisterung für Kunst und Geisteswissenschaft. Die Kathedrale erhielt einen prächtigen Altar und der Priesternachwuchs neue Seminare. Wer sich für Frömmigkeit und Nächstenliebe einsetzte, konnte mit seiner Unterstützung rechnen und im Glücksfall mit einem Teil seines Besitzes bedacht werden. Mit dem Titel des Erzbischofs von Narbonne ging einher, den Ständen des Languedoc zu präsidieren. Dreißig Jahre lang tat er dies und nutzte die Position, um in der Provinz dem königlichen Absolutismus zu Anerkennung zu verhelfen.

### Konflikt mit dem Intendanten Basville
Dass Bonzi sich im Zuge von Ludwigs antiprotestantischem Kurs schützend vor die Reformierten stellte, mochte ein Grund für den Argwohn des 1685 eingesetzten Intendanten Nicolas de Basville (1648–1724) gewesen sein. Schwerer wog aber, dass Basville verantwortlich war für der Provinz Vorauszahlungen von Steuern an den König und Bonzi sich in Montpellier, wo die Stände häufig tagten, an den eingehenden Steuern schadlos hielt. Der Finanzbedarf für Bonzis großspurigen Lebensstil war beachtlich, galt es doch, die Gebäude und Gärten  seiner Abtei Sainte-Marie de Valmagne auf Vordermann zu bringen, vorzeigbar für Damenbesuche mit üppigem Essen. Seiner liebsten Freundin, der verheirateten Madame de Ganges, ließ er in Montpellier 1686 auf öffentliche Kosten ein Haus einrichten. Pierre Bonzis Schwester Isabeau hatte bereits 1644 René-Gaspard de Castries geheiratet und nutzte weiterhin die Möglichkeiten des 1674 verstorbenen Gouverneurs von Montpellier für den Zugriff auf Steuereinnahmen der Stadt. Basville schilderte in einem Brief an den Contrôleur général de finances Pontchartrain die Situation und bald darauf wurde Mme. de Ganges per Lettre de cachet entfernt. So von Basville bei Hofe in Misskredit gebracht, litt Bonzi und starb 1703 in Montpellier. Beerdigt wurde er in Narbonne. Mit seinem Nachfolger, Mgr. Le Goux de La Berchère, kam Basville gut zurecht.